# Boara
Boara è una frazione di Ferrara di 930 abitanti nella Circoscrizione 4. 

## Origine del nome
Il toponimo del suo nome deriva dal latino boum area, cioè pascolo di buoi, oppure bovaria o ancora boarius.

## Storia
Viene menzionata negli Statuti Ferraresi del 1287 in riferimento alla manutenzione della strada per Pescara che gli abitanti di Boara dovevano compiere in occasione della festa della Madonna di agosto. L'area dove sorge il borgo rientrava nella vasta zona di terra del Barco che il duca Ercole I d'Este voleva estendere sempre più lontano dalle mura di Ferrara, sino a Francolino.
Boara fu soggetta a diverse inondazioni causate dalle acque del Po, in particolare nel 1620, a causa della rotta del Po di Venezia, e quella del 1872, che sfondò gli argini a Ro.
A Boara, dove il padre faceva il postino, è cresciuto Florestano Vancini.

## Monumenti e luoghi d'interesse

### Architetture religiose
- Chiesa di San Giovanni Battista

### Architetture civili
- Parco Vita "Antonio Soffritti".[3][4][5]
- Possessione Casino II. Complesso rurale la cui parte centrale può essere fatta risalire al 1700
- Possessione Pastoretta . Posta sul margine meridionale di via Sbarra, con linee ricorrenti del modello "Terre Vecchie" dell'edilizia rurale ferrarese.
- Villa Vignali. A pianta rettangolare con finestrelle in sottotetto.
- Villa Tumaini. Villa posta a fianco della parrocchia con ampio parco databile al XVIII secolo.
- Al Palazon del conte Riminaldi.
- Casa del Popolo. Costruita ai primi del '900 da un gruppo di lavoratori tra cui Mario Vancini, padre di Florestano.
- Scuola elementare edificata nel 1887 e dove insegnò nel 1896 la maestra Alda Costa.